# Islas Cook en los Juegos Olímpicos de Seúl 1988
Las Islas Cook estuvieron representadas en los Juegos Olímpicos de Seúl 1988 por siete deportistas, seis hombres y una mujer, que compitieron en tres deportes.
El portador de la bandera en la ceremonia de apertura fue el atleta William Taramai. El equipo olímpico no obtuvo ninguna medalla en estos Juegos.